# Coll de sa Batalla (Calvià)
El coll de sa Batalla és un coll que hi ha a (Calvià), entre el puig d'en Saragossa i el puig de sa Ginesta. El travessa l'autopista d'Andratx i, just a la part nord de l'autopista, es troba la Capella de la Pedra Sagrada.
Fou allà on es produí la batalla del 12 de setembre de 1229, que enfrontà les tropes del rei Jaume I i els almohades que defensaven el seu regne. La victòria cristiana deixà el pas lliure per avançar sobre la capital, Madina Mayurqa. Un altre topònim, es puig des Rei, recorda segons la tradició el lloc conquerit pel mateix monarca després de la mort del seu cavaller, Guillem de Montcada. Probablement els fets succeïren en realitat al serral d'en Ferrer, un petit relleu localitzat al costat de Cas Saboners.